# Zosterops rennellianus
Zosterops rennellianus là một loài chim trong họ Zosteropidae.